# Альтенштадт (Верхняя Бавария)
Альтенштадт (нем. Altenstadt) — община в Германии, в земле Бавария.
Подчиняется административному округу Верхняя Бавария. Входит в состав района Вайльхайм-Шонгау. Подчиняется управлению Альтенштадт (Обербайерн). Население составляет 3279 человек (на 31 декабря 2010 года). Занимает площадь 18,66 км².
Коммуна подразделяется на 2 сельских округа.

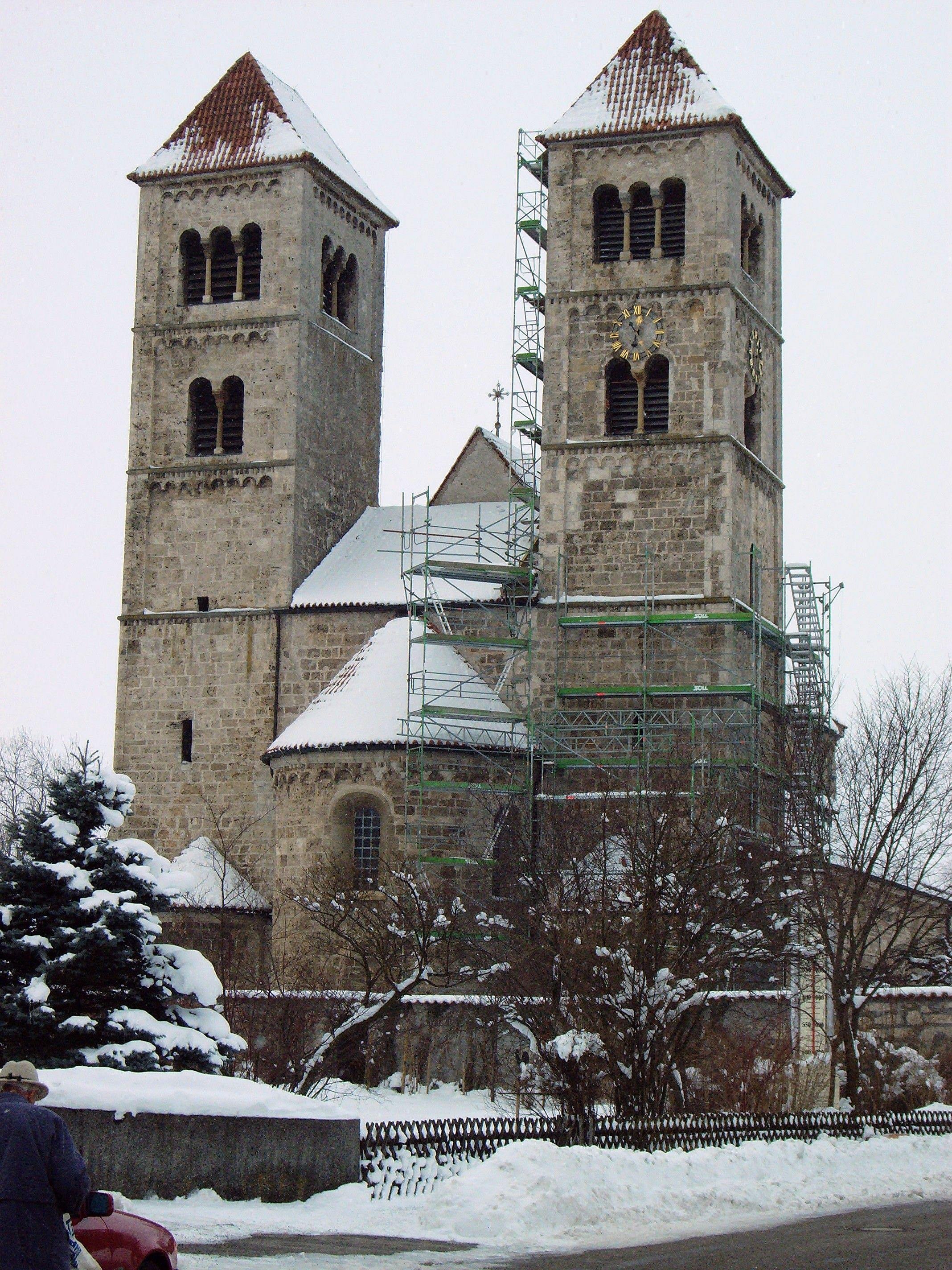
Альтенштадт (Верхняя Бавария)